# Lycaena flacata
Lycaena flacata är en fjärilsart som beskrevs av Hermann Stauder 1923. Lycaena flacata ingår i släktet Lycaena och familjen juvelvingar. Inga underarter finns listade i Catalogue of Life.